# Конли, Майк (старший)
Майкл Конли (англ. Michael Alex Conley Sr.; род. 5 октября 1962, Чикаго) — американский легкоатлет (тройной прыжок), чемпион Панамериканских игр, чемпион и призёр чемпионатов мира, чемпион и призёр летних Олимпийских игр, участник трёх Олимпиад.

## Биография
На летних Олимпийских играх 1984 года в Лос-Анджелесе Конли завоевал серебряную медаль с результатом 17,18 м, уступив ставшему олимпийским чемпионом своему соотечественнику Элу Джойнеру (17,28 м) и опередив британца Кейта Коннора (16,87 м), занявшего третье место.
На летней Олимпиаде 1992 года в Барселоне Конли завоевал золотую медаль (18,17 м). Две другие награды получили американец Чарльз Симпкинс (17,60 м) и представитель Багамских Островов Фрэнк Рутерфорд (17,36 м).
На своей последней летней Олимпиаде 1996 года в Атланте Конли занял четвёртое место с результатом 17,40 м. Чемпионом этих игр стал американец Кенни Харрисон, совершивший прыжок на 18,09 м.
Конли становился чемпионом (1993 год), серебряным (1987) и бронзовым (1983, 1991) призёром чемпионатов мира и дважды — чемпионом мира по лёгкой атлетике в помещении (1987, 1989).
Отец баскетболиста Майка Конли.